# Війна короля Георга
Війна короля Георга (1744—1748) — військові дії в Північній Америці, що стали частиною війни за австрійську спадщину (1740—1748). Це була третя з чотирьох французьких та індіанських воєн. Бої відбувалися насамперед у британських провінціях Нью-Йорк, Массачусетс-Бей (яка на той час включала Мен та Массачусетс), Нью-Гемпширі (що на той час включав Вермонт) та Новій Шотландії. Її найзначнішою акцією стала експедиція, організована губернатором штату Массачусетс Вільямом Ширлі, яка в 1745 році взяла в облогу і в кінцевому підсумку захопила французьку фортецю Луісбурґ на острові Кейп-Бретон у Новій Шотландії. Серед французів вона відома як Третя міжколоніальна війна (фр. Troisième Guerre Intercoloniale).
Війна завершилась 1748 р. Аахенською мирною угодою, яка повернула Луїсбурґ Франції, але не змогла вирішити взаємних територіальних претензій.

## Причини
Війна за вухо Дженкінса (названа на честь інциденту 1731 р., коли іспанський полководець відтяв вухо британському капітану купецького судна Роберту Дженкінсу і казав відіслати його своєму королю Георгу II) почалася в 1739 р. між Іспанією та Великою Британією, але в цей раз обмежилася регіоном Карибського моря та конфліктом між іспанською Флоридою і сусідньою британською провінцією Джорджія. Війна за австрійську спадщину, номінально боротьба за законність вступу Марії-Терезії на австрійський престол, розпочалася в 1740 році, але спочатку без збройної участі ані Великої Британії, ані Іспанії. Велика Британія дипломатично втяглася в цей конфлікт у 1742 р. як союзниця Австрії і противниця Франції та Пруссії, але відкритих бойових дій між ними не було до Деттінґенської битви у 1743 році.
Офіційно війна між Великою Британією та Францією не була оголошена до березня 1744 року. Массачусетс оголосив війну Квебеку та Франції аж 2 червня.

## Хід війни

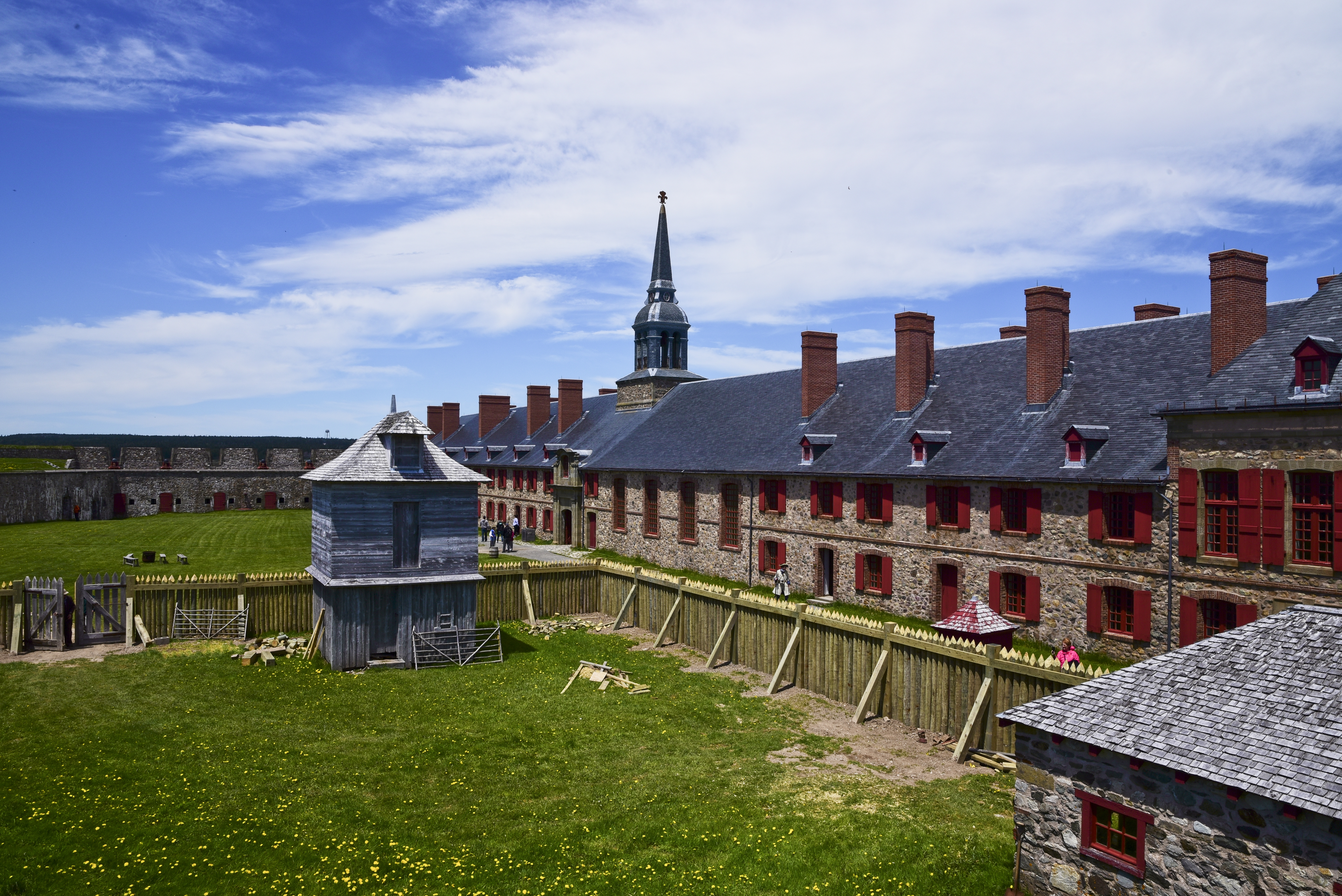
Подвір'я форту Луісбурґ у Новій Шотландії (реконструкція)

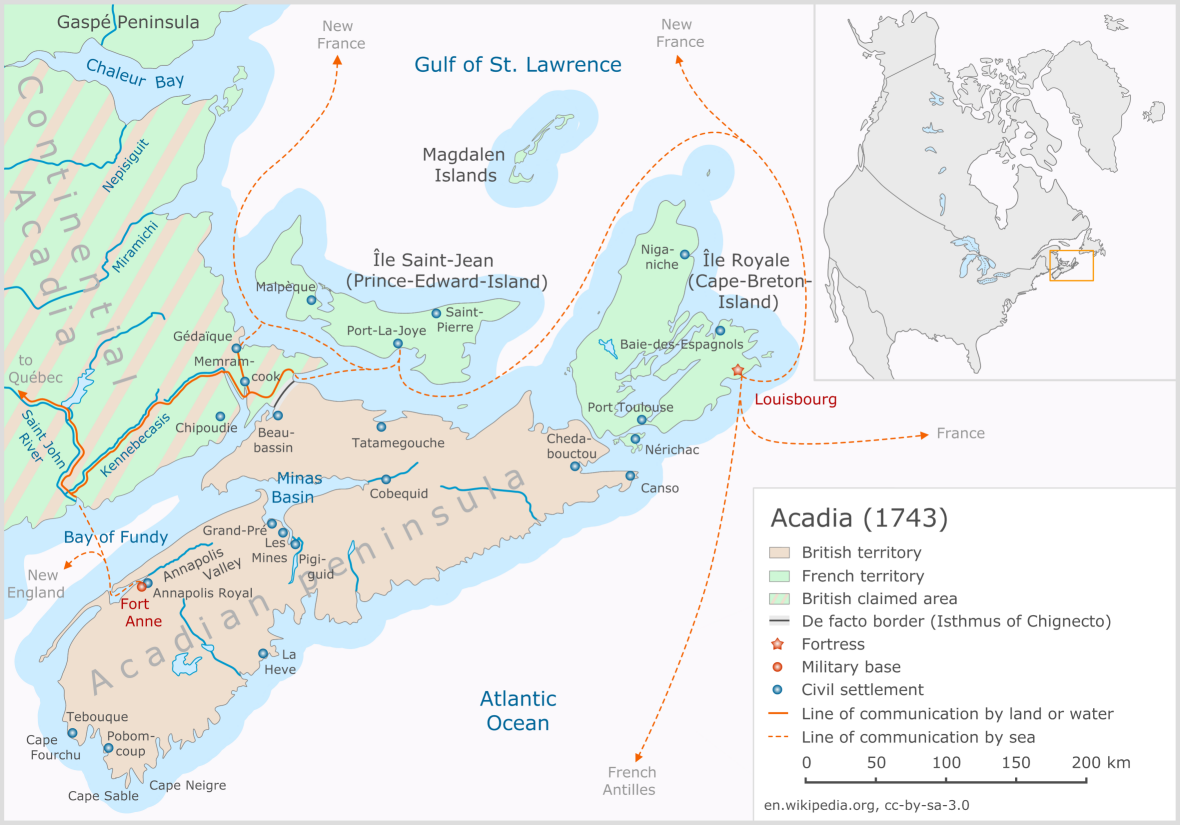
Акадія в 1743 році, за рік до початку війни короля Георга. Основні битви війни позначені на мапі.

Звістка про оголошення війни спочатку дійшла до французької фортеці в Луісбурзі 3 травня 1744 р., і тамтешній гарнізон, не зволікаючи, розпочав бойові дії. Стараючись дати прикриття своїм наземними лініями постачання в Квебеку, вони здійснили напад на британський рибальський порт Канзо 23 травня, а потім організували атаку на Аннаполіс-Роял, столицю Нової Шотландії. Але французькі війська затримались, вирушаючи з Луісбурґа, і їхні союзники з корінних народів мікмаків та малісітів разом з отцем Жаном-Луї Ле Лутром на початку липня вирішили самостійно атакувати Форт-Енн.
Аннаполіс отримав звістку про оголошення війни, до якої британські війська були дещо підготовлені. Коли воїни корінних народів мікмаків і малісітів почали облогу Форту-Енн, вони скоро переконались, що не маючи важкої зброї, не можуть вести облоги, і відійшли через кілька днів. Потім, у середині серпня, більша французька армія прибула до Форту-Енн, але вона також не змогла провести ефективної атаки або облоги гарнізону. Форт безперешкодно отримав постачання та підкріплення людьми з Массачусетсу.
У 1745 році британські колоніальні сили захопили фортецю Луісбурґ після шеститижневої облоги. У відповіді на це, Вабанакська конфедерація з Акадії почала Кампанію на північному сході (1745) проти британських поселень, прилеглих до кордонів Акадії у північно-східному штаті Мен. Франція вислала велику експедицію з метою відновлення Луісбурґа в 1746 році. Переслідувані штормами, хворобами, і, врешті, смертю свого командира герцога Данвіля, здесятковані учасники невдалої експедиції ледве повернулися до Франції, не досягнувши мети.

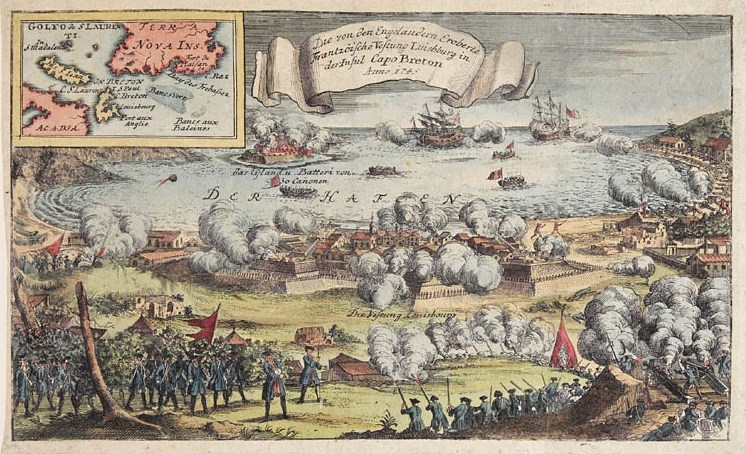
Після 47-денної облоги британські війська захопили фортецю Луісбурґ у липні 1745 року.

Війна також велася на кордонах між північними британськими колоніями та Новою Францією. Кожна сторона мала союзників серед корінних американців, тож околичні поселення зазнавали нальотів, а їхніх мешканців індіанці брали в полон за викуп. Іноді індіанці силою чи переконанням втягували місцевих мешканців у свої лави, оскільки самі втрачали багатьох людей від хвороб чи війни. Через часті набіги на північну прикордонну зону губернатор Вільям Ширлі наказав побудувати ланцюг прикордонних застав, що простягся на захід до кордону з Нью-Йорком.
28 листопада 1745 р. французи зі своїми індіанськими союзниками здійснили набіг та знищили село Саратоґа, штат Нью-Йорк, вбивши або захопивши в полон більше ста його мешканців. Після цього британці покинули свої поселення в Нью-Йорку на північ від Олбані, великого торгового міста. У липні 1746 р. ірокези та міжколоніальні сили зібралися в північній частині Нью-Йорка для відплатного нападу на канадців.
Коли очікувані британські війська так і не прибули, атаку було відкликано. Великий (понад 1000 осіб) французький відділ та воїни корінних націй зібралися для нальоту у верхній частині долини річки Гудзон у 1746 р., натомість здійснили набіг у долині річки Гузік, включаючи напад на форт Массачусетс (на сьогоднішній це Норт-Адамс, штат Массачусетс). Цей напад став помстою за вбивство індіанського вождя в ранішій сутичці. Інші напади включали рейд французів і мікмаків 1747 р. на Ґран-Пре, Нова Шотландія; і наліт у 1748 р. індіанцями — союзниками французів на Скенектаді у Нью-Йорку.

## Наслідки

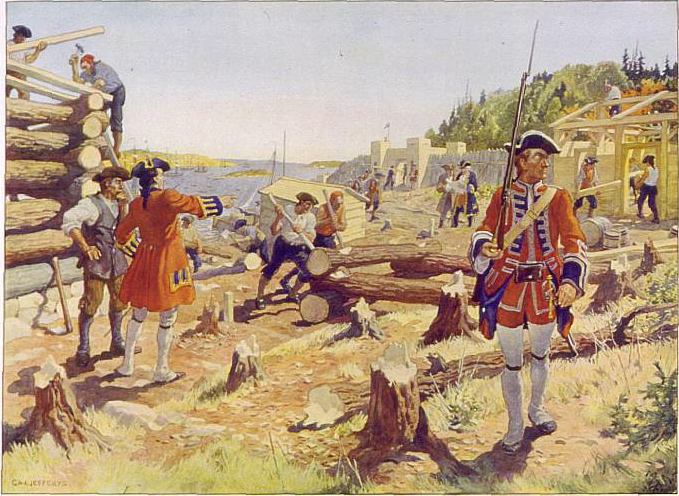
Британські солдати укріпляють Галіфакс у 1749 році. Бої в Новій Шотландії між британськими та акадійськими силами, об'єднаними з ополченцями-мікмаками тривали навіть після підписання мирного договору.

Війна спричинила тяжкі наслідки, особливо в північних британських колоніях. Втрати лише в людях штату Массачусетс у 1745–46 роках оцінювались як 8 % дорослого чоловічого населення цієї колонії.
Згідно з Аахенським мирним договором, Луісбурґ був повернутий Франції через три роки в обмін на місто Мадрас в Індії, на той час відбите французами у британців. Це рішення обурило жителів Нової Англії, особливо колоністів штату Массачусетс, які найбільше сприяли експедиції (як грошима, так і людьми). Зрештою, британський уряд визнав зусилля штату Массачусетс та виплатив їм 180 000 фунтів стерлінгів компенсації після війни. Провінція використала ці гроші, щоб замінити свою знецінену паперову валюту.
Мирний договір, який відновив усі колоніальні кордони до їх довоєнного статусу, мало сприяв припиненню тривалої ворожнечі між Францією, Великою Британією та їхніми колоніями, а також не вирішив жодних територіальних суперечок. Напруженість залишалася як у Північній Америці, так і в Європі. Війна знову спалахнула в 1754 році, з початком французької та індіанської баталії в Північній Америці, яка поширилася на Європу через два роки як Семирічна війна. Між 1749 і 1755 роками в Акадії та Новій Шотландії бойові дії тривали в рамках війни отця Ле Лутра .

## Подальше читання
- - Boyer, Clark, Kett, Salisbury, Sitkoff and Woloch. The Enduring Vision: A History of the American People
  - Drake, Samuel Gardner. A Particular History of the Five Years French and Indian War in New England
  - Kingsford, William. The history of Canada, Volume 3
  - Peckham, Harry H. The Colonial Wars, 1689—1762